# Anthurium andraeanum
Espèce
Classification phylogénétique

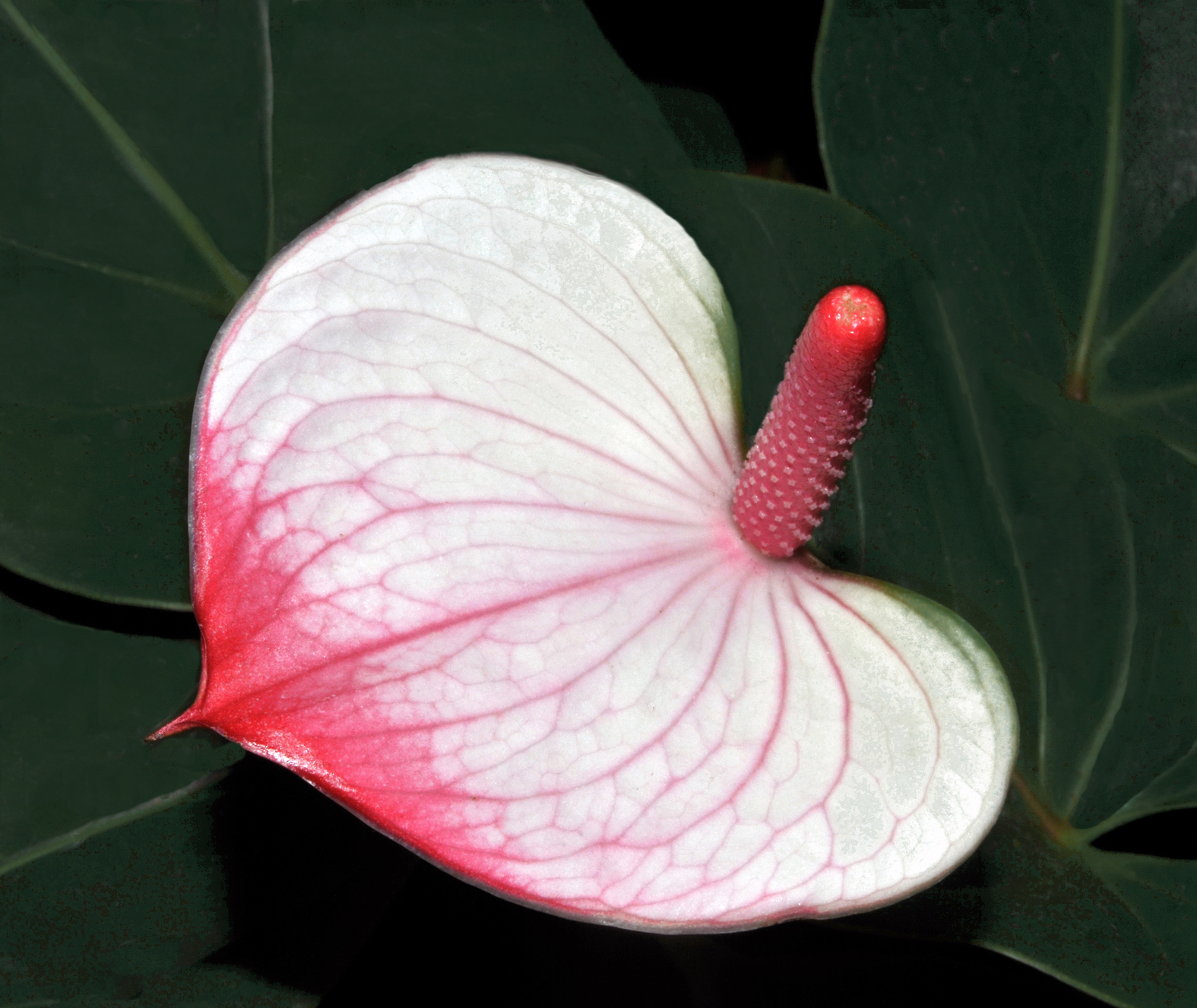
Anthurium andraeanum Princess Amalia Elegance

Anthurium andraeanum est une espèce de plante herbacée de la famille des Araceae.
Aux Antilles, elle est appelée anthurium ou en créole antoryom, awom.

## Description
L'Anthurium andraeanum est une plante érigée à tige courte ou quasi absente et donc non grimpante.
Les feuilles entières, cardioïdes, en général réfléchies, de 18-30 (-40) × 9-15 (-20) cm, à base cordée, à apex acuminé ou cuspidé, sont portées par un pétiole cylindrique de 30–40 cm de long.
La spathe cordée, cartilagineuse-cireuse, de couleur vive (rouge, rose), de 8–15 cm de long n'inclut pas l'inflorescence (le spadice). Ce dernier de 7–9 cm de long, blanc ou jaune, est érigé ou pendant, et porte de nombreuses petites fleurs hermaphrodites.
Celles-ci comportent un périanthe à 4 segments et 4 étamines à filet comprimé.
La floraison s'étend sur toute l'année.
Le fruit est une baie charnue.

## Répartition
C'est une espèce originaire d'Équateur et du sud-ouest de la Colombie. Elle est naturalisée également dans d'autres régions du monde. On la retrouve dans les Antilles et à La Réunion.
Elle est cultivée comme plante ornementale sous forme de nombreux hybrides ou variétés horticoles. Elle est communément utilisée pour confectionner des bouquets.

## Propriétés
La plante entière est toxique. Elle comporte des saponines et des cristaux d'oxalate de calcium, en fines aiguilles, capables de pénétrer dans les muqueuses et de provoquer des irritations douloureuses.
Elle est toxique pour tous les mammifères : un fragment porté à la bouche peut provoquer une vive irritation de la bouche et de la gorge. Le contact avec la peau provoque un érythème et des phlyctènes.